# North Shore United
North Shore United es un club de fútbol de la ciudad de North Shore en Nueva Zelanda. A pesar de haber ganado dos veces la Liga Nacional de Nueva Zelanda y en seis ocasiones la Copa Chatham, juega en la Lotto Sport Italia NRFL Division 1, segunda división del sistema de ligas de la Federación de Fútbol de Auckland.
Además, fue uno de los dos participantes de la  única edición de la Copa de Ganadores de Copa de la OFC, en el que fue subcampeón.

## Futbolistas
Algunos de los futbolistas más exitosos de los All Whites vistieron la camiseta del North Shore United. Ejemplos de esto son Wynton Rufer, Adrian Elrick y Duncan Cole.

## Palmarés
- Liga Nacional de Nueva Zelanda (2): 1977 y 1994.
- Copa Chatham (6): 1952, 1960, 1963, 1967, 1979 y 1986.
- NZFA Challenge Trophy (1): 1987.
- Northern League (2): 1973 y 2001.